# Franciszek Smuda
Franciszek Smuda (niem. Franz Smuda, ur. 22 czerwca 1948 w Lubomi, zm. 18 sierpnia 2024 w Krakowie) – polski piłkarz i trener piłkarski.
Karierę piłkarską rozpoczynał w Unii Racibórz i Odrze Wodzisław Śląski. Grał na pozycji obrońcy. Jako piłkarz w barwach Stali Mielec i Legii Warszawa występował w I lidze. W 1975 wyjechał do Stanów Zjednoczonych, występując m.in. w Los Angeles Aztecs. Karierę piłkarską zakończył na niemieckich boiskach.
Po zakończeniu kariery piłkarskiej został trenerem, obejmując drużyny z niższych lig niemieckich. W 1989 trafił do Turcji, gdzie trenował piłkarzy Altay SK oraz Konyasporu, natomiast w 1993 powrócił do Polski, obejmując pierwszoligową Stal Mielec. W 1995 został szkoleniowcem Widzewa Łódź, z którym zdobył dwa mistrzostwa, superpuchar, a także z sukcesami prowadził klub w europejskich pucharach, w tym w fazie grupowej Ligi Mistrzów UEFA (1996/1997). Do Widzewa w roli trenera powrócił jeszcze cztery razy, w tym podczas reaktywacji klubu występującego wówczas w III lidze, przyczyniając się do awansu drużyny do II ligi. Sukcesy szkoleniowe odnosił również z Wisłą Kraków, z którą zdobył mistrzostwo oraz superpuchar, a także dwukrotnie awansował do fazy pucharowej Pucharu UEFA, Lechem Poznań, z którym sięgnął po krajowy puchar, brązowy medal mistrzostw Polski i dotarł do 1/16 finału Pucharu UEFA, Zagłębiem Lubin, gdzie w sezonie 2005/2006 zajął 3. miejsce w Ekstraklasie, a także z Wieczystą Kraków, z którą awansował do III ligi oraz zdobył Puchar Polski na szczeblu małopolskim.
W latach 2009–2012 pełnił funkcję selekcjonera reprezentacji Polski w piłce nożnej, którą poprowadził na mistrzostwach Europy 2012.
W latach 1996, 1997, 1999 i 2008 był wybierany Trenerem Roku w Polsce plebiscycie Piłki Nożnej. W 2009 został wybrany Osobowością Roku w Polsce w tym samym plebiscycie.

## Dzieciństwo
Urodził się 22 czerwca 1948 roku w Lubomi, wsi położonej w zachodniej części powiatu wodzisławskiego na Górnym Śląsku, jako jedno z czworga dzieci Gerharda i Marty Smudów. Jego ojciec pracował na kolei, matka zaś prowadziła gospodarstwo domowe. Od dwunastego roku życia w czasie wakacji pracował w miejscowym PGR. Po ukończeniu szkoły podstawowej w Lubomi naukę kontynuował w technikum budowlanym w Raciborzu.

## Kariera piłkarska
Jako piłkarz występował najczęściej na pozycji stopera. Jego pierwszym klubem była lokalna Unia Racibórz. Później w latach 1967–1969 już jako senior był zawodnikiem Odry Wodzisław Śląski. Franciszek Smuda w wodzisławskiej Odrze grał z numerem 5, a w sezonie 2009/10 został przez wodzisławski klub uhonorowany koszulką z tymże numerem. W 1970 był zawodnikiem Ruchu Chorzów.
W I lidze zadebiutował, jako piłkarz Stali Mielec w sezonie 1970/1971. Następnie grał w Piaście Gliwice. W 1975 wyjechał do Stanów Zjednoczonych. Zamieszkał  w Linden, w stanie New Jersey gdzie występował w polonijnej Vistuli Garfield, łącząc grę w tym klubie z pracą fizyczną w rafinerii Exxona. Następnie trafił do występującego w amerykańskiej lidze NASL Hartford Bi-Centennials. W 1975 roku powrócił do Polski, by przez trzy sezony bronić barw stołecznej Legii Warszawa. W 1978 wrócił do USA i występował jeszcze w trzech innych klubach NASL; Los Angeles Aztecs, grając w jednej drużynie z George’em Bestem, Oakland Stompers i San Jose Earthquakes. W 1980 przeniósł się do RFN występując w SpVgg Greuther Furth i VfR Coburg, w barwach którego w 1982 zakończył karierę piłkarską.

## Kariera trenerska
Pracę szkoleniową zaczął od prowadzenia drużyn występujących w niższych ligach niemieckich, co łączył z pracą fizyczną w branży budowlanej i wykończeniowej. Pod koniec lat osiemdziesiątych wyjechał do Turcji, gdzie trenował Altay Izmir i Konyaspor. W 1993 powrócił do Polski i objął posadę trenera Stali Mielec. W sezonie 1993/1994 zajął z drużyną jedenaste miejsce w lidze.

### Widzew Łódź
W trakcie następnego sezonu odszedł ze Stali i 30 kwietnia 1995 roku objął funkcję trenera jednej z czołowych drużyn ligi, Widzewa Łódź, z którym na koniec sezonu 1994/1995 zajął drugie miejsce w ekstraklasie, ustępując jedynie warszawskiej Legii. W następnym sezonie prowadzona przez Smudę drużyna nie przegrała ani jednego spotkania, pewnie zmierzając do mistrzowskiego tytułu, o zdobyciu którego w praktyce przesądziło zwycięstwo 2:1 odniesione w Warszawie nad Legią. Sezon 1995/1996 był również popisem strzeleckim Marka Koniarka, który zdobył tytuł króla strzelców ekstraklasy, strzelając 29 bramek. W sezonie 1996/1997 drużyna Widzewa przystąpiła do eliminacji Ligi Mistrzów, w których wyeliminowała drużynę Mistrzów Danii Brøndby IF. Widzew znalazł się w grupie, razem z Atlético Madryt, Borussią Dortmund oraz Steauą Bukareszt. Smudzie nie udało się jednak poprowadzić swojej drużyny do awansu, a Widzew zakończył udział w Lidze Mistrzów na trzecim miejscu w grupie. Łódzkim piłkarzom udało się jednak powtórzyć wyczyn sprzed roku i ponownie sięgnąć po tytuł mistrza Polski, zapewniając go 18 czerwca 1997 roku po dramatycznym meczu w Warszawie z Legią wygranym przez Widzew 3:2 (do 85. minuty przegrywali 0:2). W kolejnym sezonie zespół Widzewa odpadł w eliminacjach Ligi Mistrzów, a w lidze zajął czwarte miejsce, tracąc szansę na występy w europejskich pucharach, pomimo iż po rundzie jesiennej byli na prowadzeniu w lidze. Funkcję tę pełnił do 11 czerwca 1998 r., kończąc swoją przygodę ze średnią 2,09 punktów na mecz.

### Wisła Kraków
Smuda po zakończeniu sezonu 1997/98 został trenerem Wisły Kraków. Jako trener krakowskiej Wisły Smuda zdobył w roku 1999 kolejny tytuł Mistrza Polski. Niestety w kolejnym sezonie Wisła została wyłączona przez UEFA z udziału w europejskich rozgrywkach w ramach kary za zranienie nożem przez kibica „Miśka” w meczu Pucharu UEFA z AC Parma włoskiego zawodnika Dino Baggio (20 października 1998 r.). We wrześniu 1999 roku, mimo udanego startu w nowym sezonie, po zaledwie jednej porażce, Smuda został zdymisjonowany ze stanowiska.

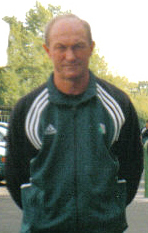
Franciszek Smuda jako trener Legii Warszawa

### Legia Warszawa
Wkrótce po odejściu z Wisły we wrześniu 1999 roku Smuda został zatrudniony w Legii Warszawa jako następca trenera Dariusza Kubickiego. Smuda nie osiągnął jednak sukcesów z Legią, nie udało mu wywalczyć w lidze miejsca premiowanego grą w europejskich pucharach w sezonie 1999/2000, a w rundzie wiosennej kolejnych rozgrywek, po pucharowej porażce 0:4 z Zagłębiem Lubin w marcu 2001 roku został zwolniony ze stanowiska.

### Powrót do Wisły Kraków
Funkcję trenera Wisły Kraków Smuda objął ponownie w czerwcu 2001, przejmując drużynę która zdobyła Mistrzostwo Polski w sezonie 2000/2001 pod wodzą Adama Nawałki. Rywalizację o awans do Ligi Mistrzów zespół Wisły przegrał z hiszpańską Barceloną (3:4 i 0:1), zaś w Pucharze UEFA na drodze Białej Gwiazdy stanął Inter Mediolan (0:2 i 1:0). W marcu 2002 roku, po ligowych porażkach z Polonią Warszawa i Legią, Smuda został zastąpiony przez Henryka Kasperczaka.

### 2002–2004
Po odejściu z Wisły Kraków Smuda ponownie został trenerem Widzewa Łódź, w którym zaczął sezon 2002/2003. Po rundzie jesiennej odszedł z klubu i objął posadę trenera Piotrcovii Piotrków Trybunalski. W kwietniu 2003 roku wrócił jednak do Widzewa i prowadził łódzki klub do końca sezonu 2002/2003. Przed sezonem 2003/2004 opuścił Widzew, jednak powrócił na posadę szkoleniowca tej drużyny w rundzie wiosennej rozgrywek. Widzew zajmował wtedy przedostatnie miejsce w tabeli Ekstraklasy, a na koniec sezonu uplasował się na ostatnim co oznaczało spadek do drugiej ligi. Następnie Smuda był trenerem cypryjskiej Omonii Nikozja.

### Odra Wodzisław
Pod koniec 2004 roku objął Odrę Wodzisław Śląski. Praca w Odrze była dla trenera powrotem w rodzinne strony. Smuda przyczynił się do utrzymania zespołu w Ekstraklasie. W barażach o Ekstraklasę Odra walczyła z Widzewem Łódź, mecz ten dla trenera Smudy był szczególny, z jednej strony był on trenerem swojej „Oderki”, z drugiej prowadzona przez niego drużyna grała przeciw Widzewowi- klubowi z którym odnosił największe sukcesy. Ostatecznie prowadzona przez niego Odra wygrała dwumecz barażowy i utrzymała się w Ekstraklasie.

### Zagłębie Lubin
W sezonie 2005/2006 został trenerem Zagłębia Lubin i zajął z nim 3. miejsce w lidze, zdobywając promocję do Pucharu UEFA. Zagłębie dotarło także do finału Pucharu Polski, przegrywając w dwumeczu z Wisłą Płock.

### Lech Poznań

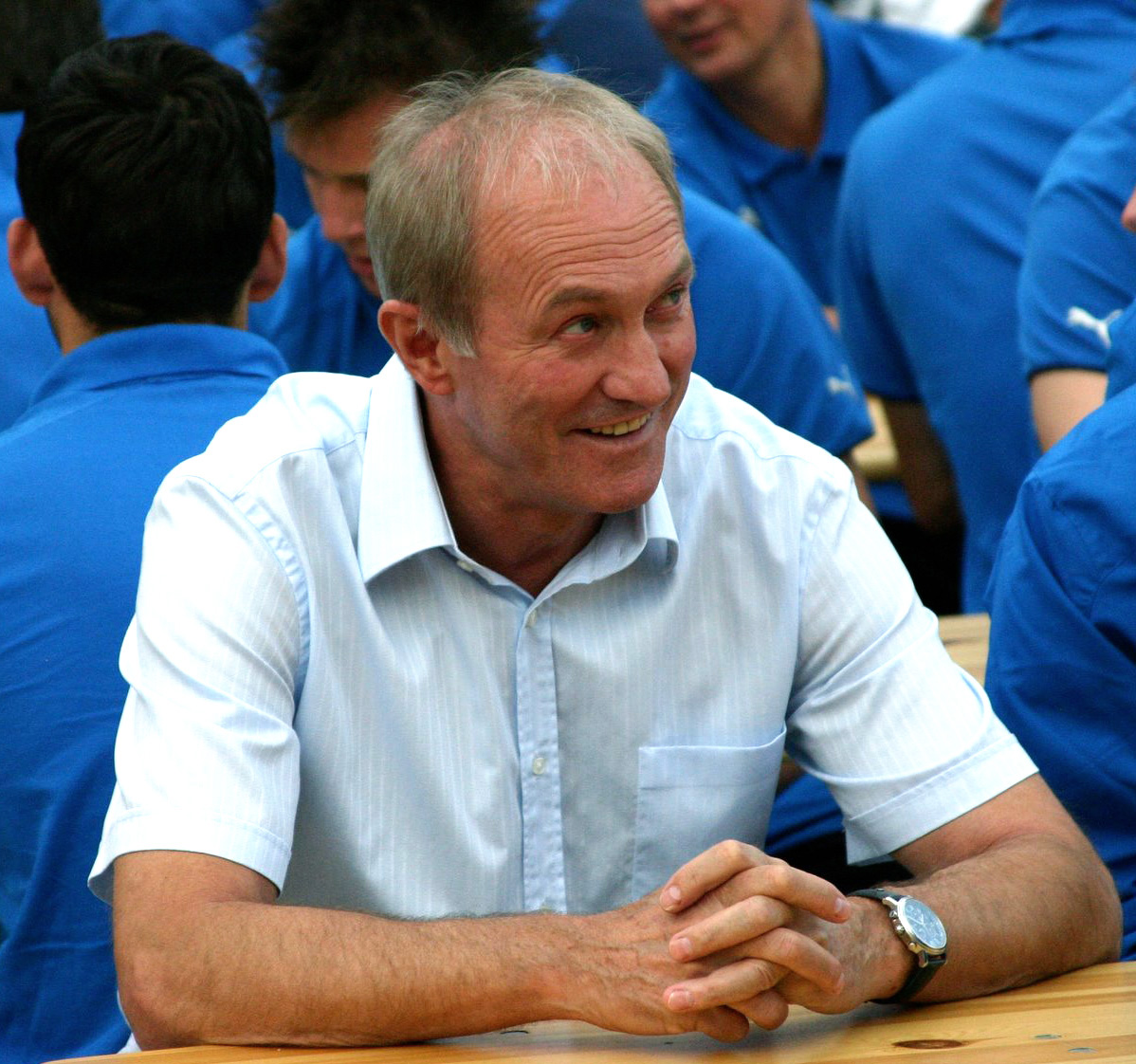
Smuda w czasie pracy w Lechu

W maju 2006 roku objął funkcję trenera Lecha Poznań. W pierwszym sezonie pracy zdobył z klubem 6., a rok później 4. miejsce w lidze. Po zakończeniu sezonu 2007/2008 klub uzyskał promocję do Pucharu UEFA (dzięki rezygnacji Dyskobolii Grodzisk). Drużyna Franciszka Smudy wyeliminowała kolejno Xəzər Lenkoran, Grasshoppers Zurych oraz Austrię Wiedeń i awansowała do fazy grupowej. Tam Lech nie dał się pokonać drużynom AS Nancy (2:2) i Deportivo La Coruña (1:1), a po wygranym wyjazdowym meczu z Feyenoordem Rotterdam (1:0) zajął 3. miejsce w grupie i awansował do 1/16 finału Pucharu UEFA. Lech Poznań był pierwszą polską drużyną, która awansowała do tej fazy turnieju po wprowadzeniu rozgrywek grupowych. W 2009 roku sięgnął po swój pierwszy w karierze Puchar Polski, po zwycięstwie Lecha z Ruchem Chorzów w finale na Stadionie Śląskim (1:0). Sezon 2008/2009 Lech zakończył zajęciem trzeciego miejsca w Ekstraklasie. Jednocześnie Smuda nie przedłużył kontraktu z poznańskim klubem z powodów finansowych.

### Powrót do Zagłębia Lubin
1 września 2009 roku po 5. kolejce sezonu 2009/10 po raz drugi w karierze został trenerem KGHM Zagłębie Lubin znajdującego się wtedy na ostatnim miejscu w tabeli (5 porażek, bramki: 2-15). Po rundzie jesiennej zakończył pełnienie funkcji trenera Zagłębia Lubin, by móc skupić się na pracy jako selekcjonera reprezentacji Polski.

### Reprezentacja Polski
29 października 2009 roku, po słabych występach w końcówce eliminacji mistrzostw świata RPA 2010, Smuda objął reprezentację po tymczasowym selekcjonerze Stefanie Majewskim. Kiedy Smuda obejmował Reprezentację Polski, znajdowała się on na 56. miejscu w rankingu FIFA. Jego celem było przygotowanie drużyny na mistrzostwa Europy w Piłce Nożnej 2012, których współorganizatorem była Polska. W związku z tym reprezentacja Polski po raz pierwszy od wielu lat nie brała udziału w eliminacjach do turnieju rangi mistrzowskiej, więc przez kolejne 2,5 roku rozgrywała jedynie spotkania towarzyskie. Przez ten czas do rozpoczęcia mistrzostw drużyna rozegrała 34 mecze, wygrywając 15, 11 remisując i 8 przegrywając. W czasie swojej pracy z drużyną narodową Smuda powołał ponad 80 piłkarzy, z czego aż 46 z nich nie zaliczyło więcej niż 5 spotkań, a 41 ze wszystkich powołanych było debiutantami.

#### Euro 2012

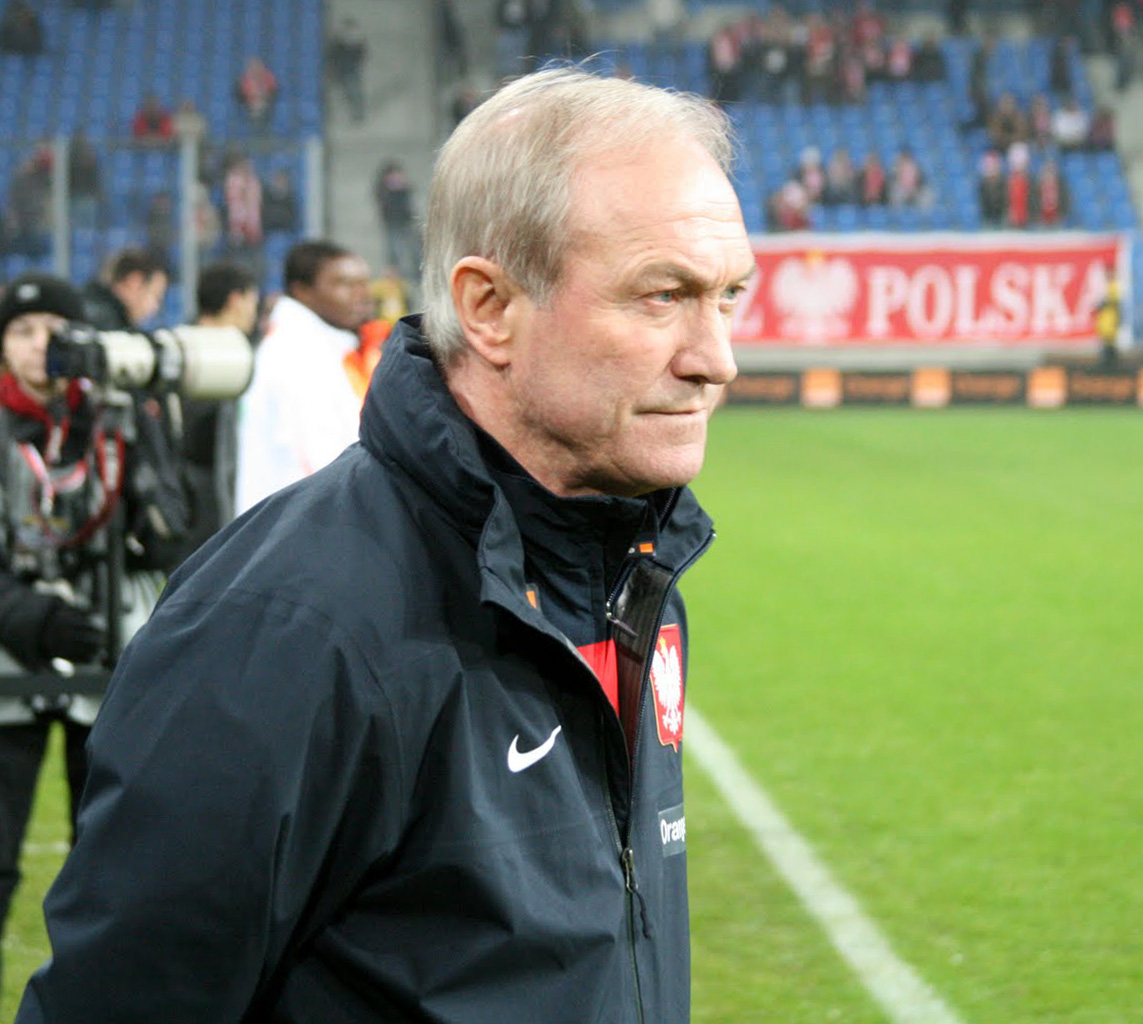
Smuda prowadzi drużynę narodową

Na dwa miesiące przed rozpoczęciem turnieju, Polska spadła w rankingu na 75. miejsce. Selekcjoner skwitował to słowami: To są jakieś jaja. Ten ranking to zabawa!, a weryfikacją dla naszej kadry miał być sam turniej. 8 czerwca 2012 roku, w pierwszym meczu reprezentacji na Euro, będący jednocześnie meczem otwierającym turniej, Polska zremisowała 1:1 z Grecją. Gola dla Polaków strzelił głową Robert Lewandowski, zaś Polska kończyła mecz w dziesiątkę, po tym jak w 68 minucie czerwoną kartkę otrzymał Wojciech Szczęsny. 12 czerwca, w drugim meczu reprezentacji na Euro, Polska zremisowała 1:1 z Rosją. Gola dla Polaków strzelił zza pola karnego Jakub Błaszczykowski. W następnym meczu drużyna Polski przegrała z Czechami 0:1 po bramce Petra Jiráčeka i odpadła z ostatniego miejsca w grupie z mistrzostw Europy 2012. Na konferencji prasowej zwołanej po tym meczu Franciszek Smuda poinformował, że odchodzi, bo jego kontrakt wygasa po Euro 2012. 10 lipca 2012 roku został zastąpiony przez Waldemara Fornalika. Po latach Smuda w wywiadzie tak wspominał turniej:
Dwa pierwsze spotkania zremisowane w bardzo dobrym stylu. Przede wszystkim pierwsza połowa z Grecją (1:1 – przyp. red.) i mecz z zespołem Rosji (1:1 – przyp. red.) przez całe 90 minut. Rosja była silna w tamtym momencie, a jednak myśmy dominowali na boisku. Niestety, ten ostatni mecz z Czechami... Mieliśmy do przerwy trzy sytuacje stuprocentowe, ale ich nie wykorzystaliśmy. Czesi nas skontrowali i z nami wygrali. Kibice różnie mówią, jedni, że to klęska, drudzy, że emocje były do końca, bo tak rzeczywiście było. Była ta szansa na awans, ale niestety jej nie wykorzystaliśmy.

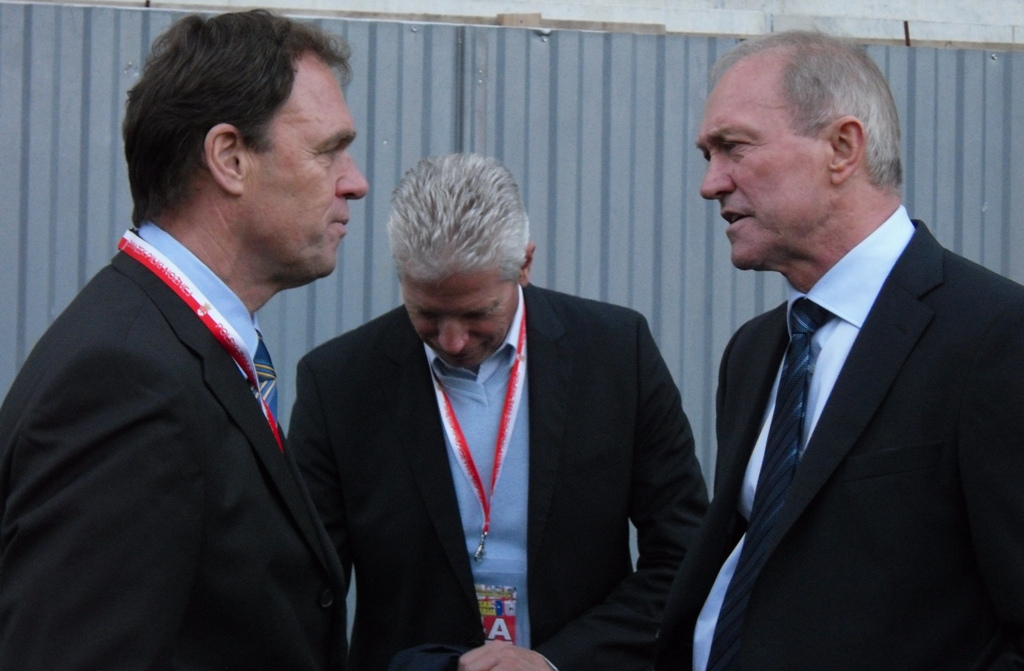
Smuda i Holger Osieck podczas meczu towarzyskiego Polska-Australia (2010)

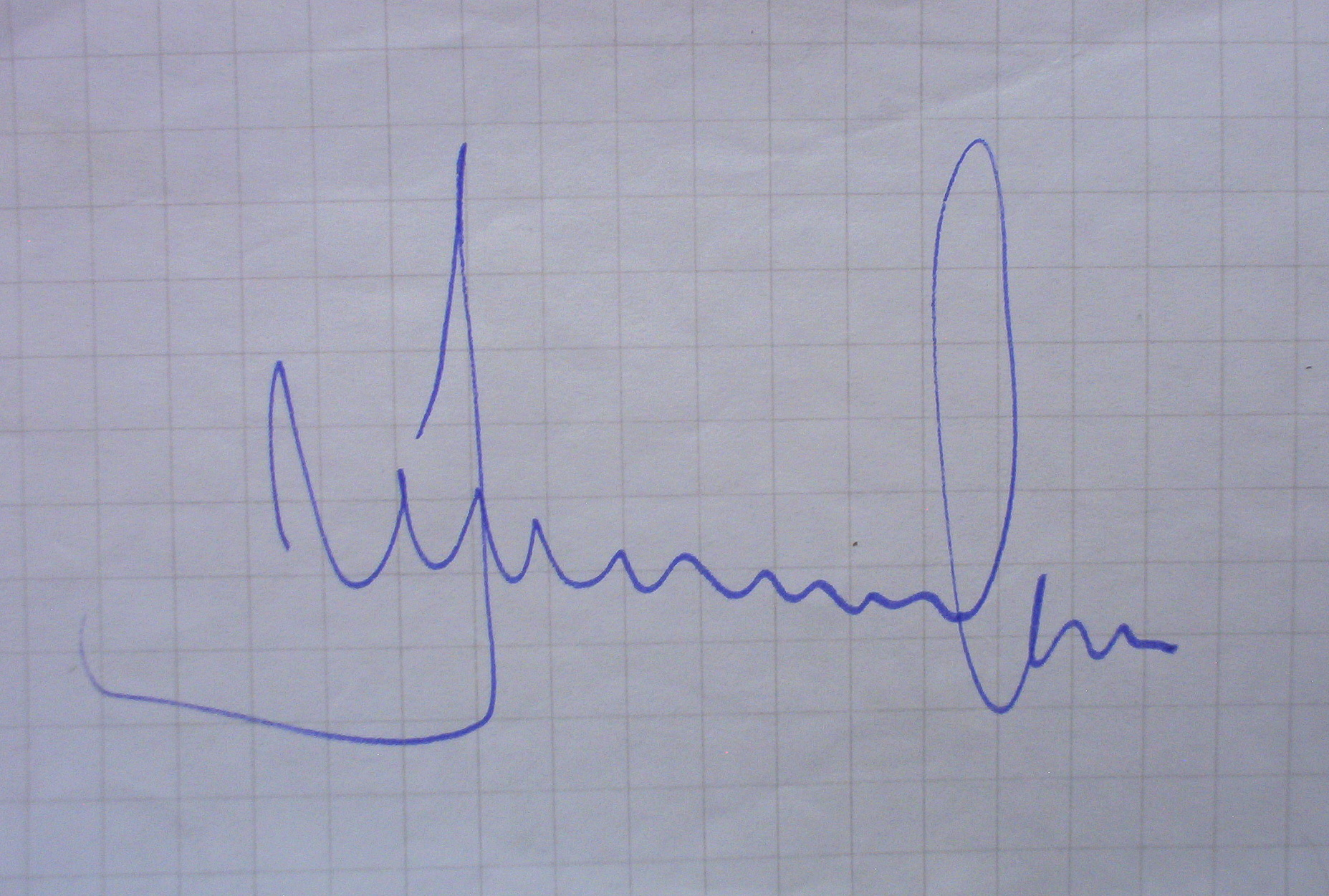
Autograf Franciszka Smudy

### SSV Jahn Regensburg
2 stycznia 2013 roku Smuda został trenerem klubu SSV Jahn Regensburg z siedzibą w Ratyzbonie, zajmującego ostatnie miejsce w 2. Bundeslidze. Drużyna pod wodzą polskiego trenera w dwunastu ligowych spotkaniach zdołała wygrać tylko raz, zanotowała trzy remisy oraz osiem porażek i nie zdołała na koniec sezonu poprawić swojej pozycji w tabeli.

### Ponowny powrót do Wisły Kraków
11 czerwca 2013 roku, podpisując trzyletni kontrakt, został trenerem Wisły Kraków. Tę funkcję objął już po raz trzeci.
9 marca 2015 został zwolniony z klubu.

### Górnik Łęczna
Po trwających od miesięcy spekulacjach na temat nowego pracodawcy Franciszka Smudy, 15 grudnia 2016 roku został on trenerem walczącego o utrzymanie w Ekstraklasie Górnika Łęczna. Na ławce trenerskiej tego klubu zadebiutował 18 grudnia 2016 w przegranym 0:5 ligowym meczu z Legią Warszawa. Ostatecznie w sezonie 2016/17 Górnik Łęczna z 22 punktami zajął 15, przedostatnią pozycję w tabeli i tracąc 2 punkty do miejsca gwarantującego utrzymanie spadł z Ekstraklasy.
Karierę w Ekstraklasie zakończył z liczbą 499. meczów w roli trenera.

### Kolejny powrót do Widzewa Łódź
9 sierpnia 2017 roku po raz piąty w karierze został trenerem III ligowego Widzewa Łódź. W czerwcu 2018 roku na kolejkę przed końcem rozgrywek po bezbramkowym remisie łodzian z Lechią Tomaszów Mazowiecki został zwolniony z funkcji trenera. Widzew pod wodzą następcy Smudy Radosława Mroczkowskiego w ostatniej kolejce zwyciężył na wyjeździe Sokół Ostróda zapewniając sobie tym samym awans do II ligi.

### Powrót do Górnika Łęczna
7 listopada 2018 po raz drugi został szkoleniowcem Górnika Łęczna (II liga). Po przeciętnym rozpoczęciu rundy wiosennej (5 punktów w 5 meczach), 2 kwietnia 2019 został zwolniony z funkcji trenera Górnika.

### Podhale Nowy Targ
6 listopada 2020 r. współpracował z akademią piłkarską klubu Podhale Nowy Targ, NKP Podhale jako koordynator drużyn młodzieżowych. Współpracę z klubem zakończył 30 czerwca 2021 r.

### Wieczysta Kraków
3 czerwca 2021 ogłoszono, że Smuda zostanie trenerem Wieczystej Kraków, która w sezonie 2021/2022 występowała w IV lidze. Pracę z drużyną rozpoczął od 1 lipca 2021 r. 8 czerwca 2022 drużyna Smudy zdobyła Puchar Polski na szczeblu małopolskim. Sezon 2021/2022 Wieczysta Kraków ukończyła na pierwszym miejscu IV ligi małopolskiej grupy zachodniej, kwalifikując się do barażu o awans do III ligi. Baraż ten wygrała. 29 sierpnia 2022 roku kontrakt trenera został rozwiązany za porozumieniem stron. Powodem takiej decyzji były niezadowalające władze klubu wyniki na początku sezonu 2022/2023.

## Styl trenerski
Drużyny Franciszka Smudy cechowało dobre przygotowanie fizyczne, na które kładł największy nacisk podczas przygotowań do sezonu, a także motywacja zawodników. Stawiał na pressing, preferował ofensywną grę poprzez szybkie przemieszczanie piłki z fazy obrony do pola karnego rywala. Tomasz Łapiński przyrównał jego zdolności motywacyjne z najlepszego okresu z czasów prowadzenia Widzewa Łódź, do zdolności w tej dziedzinie Pepa Guradioli, ukazanych w serialu dokumentalnym Amazona All or Nothing: Manchester City.

To co, teraz powiem, pewnie nie wszystkim się spodoba, niektórzy nie uwierzą. Oglądałem niedawno dokument o Pepie Guardioli z czasów jego pracy w Manchesterze City (All or Nothing: Manchester City – przyp. red). Jest tam sporo scen z szatni. I jak posłuchałem tego co mówi Guardiola do piłkarzy w tej szatni, to usłyszałem Franka Smudę. Guardiola mówił słowo w słowo to, co wiele lat wcześniej mówił do nas Franek w szatni przed meczem w tym dobrym swoim okresie w Widzewie. On mówił o podejściu do meczu, o braku strachu, żeby się nie bać. Że on bierze odpowiedzialność. Że on ustawia zespół, decyduje o wszystkim. To jest podejście trenera, który daje drużynie siłę, pewność siebie, wiarę w to, że wszystko co robią jest dobre. Nawet jeśli pojawią się błędy, drużyna ma to konsekwentnie robić.  I ja to wszystko słyszałem wcześniej w szatni, w której rządził Franek Smuda, w Łodzi w Widzewie. Oczywiście potem były różne etapy jego pracy, zmieniały się jego relacje także z tą szatnią, ale na początku taki był.

Przez niektórych ekspertów i obserwatorów był wymieniany jako prekursor gegenpressingu (jak najszybszego odbierania piłki po stracie) w latach 90. w Polsce. Charakterystyczne dla jego stylu było przygotowywania taktyki w oparciu o plan gry własnego zespołu, a także nieczęsta zmiana stylu gry, związana z chęcią zdominowania każdego, nawet wyżej notowanego rywala. Jego styl trenerski bywał w XXI w. określany jako archaiczny. Jego charakterystyczne wypowiedzi oraz specyficzne metody treningowe (m.in. treningowe gry taktyczne 11 vs. 11, czy intensywne interwały biegowe) wzbudzały wiele kontrowersji medialnych; znany był z licznych lapsusów językowych podczas konferencji oraz wywiadów, a także spięć z dziennikarzami; słynął z dobrego oka pod kątem selekcjonowania piłkarzy. Smuda pozytywnie zaopiniował transfer do Lecha Poznań Roberta Lewandowskiego, a następnie prowadził go w tym klubie - jak wspominał po latach, budował jego siłę fizyczną m.in. treningami, podczas których Lewandowski odbywał indywidualne pojedynki z Manuelem Arboledą.

## Życie prywatne
Posiadał dwa obywatelstwa – polskie i niemieckie. W Niemczech posługiwał się imieniem Franz. Był dwukrotnie żonaty. Z pierwszą żoną Haliną miał syna Grzegorza i córkę Sabinę. Jego drugą żoną do śmierci była okulistka, Małgorzata Drewniak-Smuda, z którą mieszkali w Krakowie. Miał młodszego brata Jana – prezesa Zakładu Odmetanowania Kopalń w Rybniku, oraz dwie siostry Urszulę – ekonomistkę i Krystynę – emerytowaną nauczycielkę ZSE w Wodzisławiu Śląskim, następnie radną rady powiatu wodzisławskiego. Był katolikiem. Został członkiem komitetu poparcia Bronisława Komorowskiego przed przyspieszonymi wyborami prezydenckimi 2010 oraz przed wyborami w 2015.
Chorował na białaczkę. W 2024 otrzymał przeszczep szpiku od swojego brata. Zmarł 18 sierpnia 2024 roku w Szpitalu Uniwersyteckim w Krakowie. 22 sierpnia 2024 został pochowany na cmentarzu Rakowickim w Krakowie. 

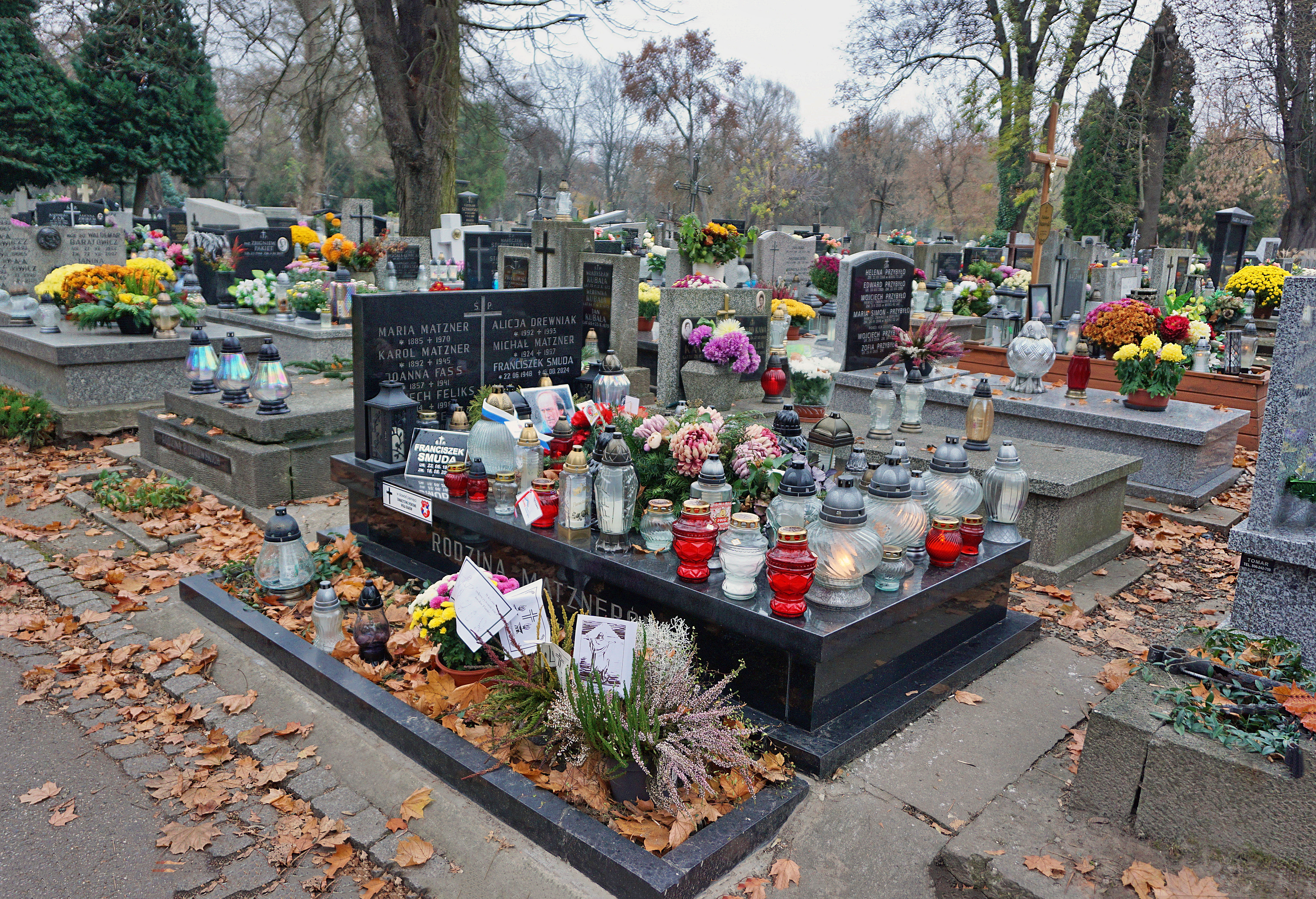
Grób Franciszka Smudy na Cmentarzu Rakowickim w Krakowie

## Odznaczenie i upamiętnienie
21 sierpnia 2024 prezydent RP Andrzej Duda, za wybitne zasługi w działalności na rzecz rozwoju i upowszechniania sportu, za osiągnięcia w pracy trenerskiej, pośmiertnie odznaczył go Krzyżem Oficerskim Orderu Odrodzenia Polski.
W 2022 został członkiem Galerii Legend Ekstraklasy. Po śmierci trenera mecze PKO Bank Polski Ekstraklasy, Betclic I ligi i Betclic II ligi poprzedziła minuta ciszy, a przed stadionem Widzewa Łódź wystawiono portret trenera oraz księgi kondolencyjne. Drużyny Wisły Kraków i Widzewa Łódź najbliższe spotkania ligowe rozegrały z czarnymi opaskami; dodatkowo 23 sierpnia 2024 przed meczem Widzew Łódź - Radomiak Radom dla uczczenia pamięci trenera odegrano Ciszę, a kibice zaprezentowali oprawę z jego podobizną.

## Sukcesy

### Trenerskie

#### Drużynowe
Widzew Łódź
- Mistrzostwo Polski: 1995/1996, 1996/1997
- Wicemistrzostwo Polski: 1994/1995
- Superpuchar Polski: 1996
- 1/32 finału Pucharu UEFA: 1995/1996
- Faza grupowa Ligi Mistrzów UEFA: 1996/1997

Wisła Kraków
- Mistrzostwo Polski: 1998/1999
- Superpuchar Polski: 2001
- 1/16 finału Pucharu UEFA: 1998/1999
- 1/32 finału Pucharu UEFA: 2001/2002

Lech Poznań
- Puchar Polski: 2008/2009
- III miejsce w Ekstraklasie:2008/2009
- 1/16 finału Pucharu UEFA: 2008/2009

Zagłębie Lubin
- III miejsce w Ekstraklasie: 2005/2006

Wieczysta Kraków
- Puchar Polski MZPN: 2021/2022
- awans do III ligi[32]

#### Indywidualne
- Trener Roku w Polsce w plebiscycie Piłki Nożnej: 1996, 1997, 1999, 2008
- Osobowość Roku w Polsce w plebiscycie Piłki Nożnej: 2009